# Abdel Qissi
Abdel Qissi (Uchda, Marruecos; 20 de enero de 1960) es un actor, productor y artista marcial de origen marroquí nacionalizado belga que ha participado en películas junto al artista marcial Jean-Claude Van Damme y es mejor reconocido por sus interpretaciones de Athila en la película Lionheart (1990) y como el luchador Khan en The Quest. 

## Biografía
Asbel Qissi nació en Marruecos en 1960. De origen humilde, emigró en su primera infancia a Bruselas, Bélgica junto con su familia en la búsqueda de mejores oportunidades. Quissi tuvo problemas de adaptación en Bruselas teniendo constantes riñas callejeras que alarmaban a su familia, por lo que decidieron colocarlo en un gimnasio llamado Ixelles. En ese lugar fue atraído por el boxeo mientras que su hermano Michel fue atraído por las artes marciales. Allí entrenaba también el artista marcial Jean-Claude Van Damme por lo que tanto él como su hermano trabaron una sólida amistad con Van Damme, quien atrajo a Michel a Estados Unidos para tentar suerte en Hollywood en la década de 1980, logrando su primer éxito en Bloodsport en 1988. Luego Adbel se trasladó a Los Ángeles aún a pesar de que no hablaba inglés debutando como el pendienciero peleador callejero Athila en Lionheart (1990).
Posee de un imponente físico (1,88 m; 95 kg) y una expresión de ojos muy particular. Si bien Qissi es aficionado en las artes marciales tiene amplio dominio del boxeo y la lucha callejera. Su físico sirvió para interpretar Al luchador mongól llamado Khan. Quissi ha declarado que su ídolo infantil fue Bruce Lee.
Adbel ha seguido participando en diferentes films dentro del mismo estilo de roles tanto en Estados Unidos como en Bélgica.
Es hermano de Michel Qissi, actor y artista marcial de Muay Thai; y de Youssef Qissi, también artista marcial.

## Filmografía parcial
- Lionheart (1990)
- Shadow Boxing (1993)
- The Quest 1996.
- The Order 2001.
- Les larmes de l'argent (2007)